# Osové
Osové település Csehországban, a Žďár nad Sázavou-i járásban. Osové Petráveč, Velké Meziříčí, Dolní Heřmanice, Oslavice és Rohy településekkel határos. Lakosainak száma 98 fő (2024. január 1.).

## Népesség
A település lakosságának változását az alábbi diagram mutatja:
| Lakosok száma | 125  | 126  | 105  | 92   | 52   | 50   | 75   | 84   | 94   | 98   |
|               | 1869 | 1890 | 1921 | 1950 | 1980 | 2001 | 2017 | 2019 | 2022 | 2024 |